# La mansió Beecham
La mansió Beecham (originalment en anglès, Beecham House) és una sèrie de televisió de drama històric britànic de curta durada ambientada el 1795, cocreada, dirigida i produïda per Gurinder Chadha. La sèrie de sis parts es va anunciar l'agost de 2018 i es va emetre entre el 23 de juny de 2019 i el 21 de juliol de 2019. La sèrie, ambientada a Delhi durant el període mogol, descriu la vida de la família Beecham a la seva casa recentment comprada. La família està encapçalada per John Beecham, un antic soldat de la Companyia de les Índies Orientals que està "determinat a fer de la casa el seu refugi segur". S'ha doblat al català per TV3, que la va estrenar el 30 de juliol de 2023.
La sèrie va ser promocionada com la "Downton Abbey de Delhi", cosa que va ser repetida per molts crítics. Va rebre crítiques diverses, i els especialistes van expressar que no va estar a l'altura de les expectatives com a drama històric radical, però que va continuar sent entretingut per als espectadors de telenovel·les melodramàtiques d'època.
Malgrat la deixada en suspens del final, ITV no va renovar-la per a una segona temporada.

## Repartiment
Tot el repartiment de la llista apareix en almenys dos episodis.
| Personatge         | Intèrpret                  |
| Principal          | Principal                  |
| ------------------ | -------------------------- |
| John Beecham       | Tom Bateman                |
| Henrietta Beecham  | Lesley Nicol               |
| Samru Begam        | Lara Dutta                 |
| Daniel Beecham     | Leo Suter                  |
| Margaret Osborne   | Dakota Blue Richards       |
| Benoît Castillon   | Grégory Fitoussi           |
| Chandrika          | Pallavi Sharda             |
| Violet Woodhouse   | Bessie Carter              |
| Murad Beg          | Adil Ray                   |
| Baadal             | Viveik Kalra               |
| Mool Chand         | Kulvinder Ghir             |
| Bindu              | Goldy Notay                |
| Chanchal           | Shriya Pilgaonkar          |
| Ram Lal            | Amer Chadha-Patel          |
| Maya               | Trupti Khamkar             |
| Shah Alam II       | Roshan Seth                |
| Samuel Parker      | Marc Warren                |
| Recurrent          |                            |
| Maharaja de Kalyan | Denzil Smith               |
| Gopal              | Vicky Arora                |
| August Beecham     | Shona Oberoi Sienna Oberoi |
| Vijay Singh        | Arunoday Singh             |
| Roshanara          | Medha Shankar              |
| Akbar II           | Rudraksh Singh             |
| Emperadriu         | Tisca Chopra               |
| Princesa Maliya    | Kumiko Chadha Berges       |
| Príncep Kareem     | Ronak Chadha Berges        |

## Episodis
| Núm. | Títol       | Direcció        | Guió                                 | Data d'emissió original | Data d'emissió a Catalunya (TV3) | Espectadors (TV3) |
| ---- | ----------- | --------------- | ------------------------------------ | ----------------------- | -------------------------------- | ----------------- |
| 1    | «Episodi 1» | Gurinder Chadha | Gurinder Chadha i Paul Mayeda Berges | 23 de juny de 2019      | 30 de juliol de 2023             | 189.000 (11.9%)   |
| 2    | «Episodi 2» | Gurinder Chadha | Gurinder Chadha i Paul Mayeda Berges | 24 de juny de 2019      | 30 de juliol de 2023             | 122.000 (8.7%)    |
| 3    | «Episodi 3» | Gurinder Chadha | Shahrukh Husain                      | 30 de juny de 2019      | 6 d'agost de 2023                | 156.000 (10.3%)   |
| 4    | «Episodi 4» | Gurinder Chadha | Victor Levin                         | 7 de juliol de 2019     | 6 d'agost de 2023                | 118.000 (8.8%)    |
| 5    | «Episodi 5» | Gurinder Chadha | Victor Levin                         | 14 de juliol de 2019    | 13 d'agost de 2023               | Sense determinar  |
| 6    | «Episodi 6» | Gurinder Chadha | Victor Levin                         | 21 de juliol de 2019    | 13 d'agost de 2023               | Sense determinar  |